# Joaquín Almunia
Joaquín Almunia Amann (Bilbao, 17 giugno 1948) è un politico ed economista spagnolo.
Membro della Commissione europea durante il mandato del presidente Barroso, è stato responsabile degli affari economici nel secondo mandato del presidente Barroso. 
Segretario generale del Partito Socialista Operaio Spagnolo, nel 2000 perse le elezioni generali contro José María Aznar del PP.

## Commissione europea
Nell'aprile 2004 Almunia diventa Commissario europeo per gli affari economici e monetari nella Commissione Prodi, in sostituzione del connazionale Pedro Solbes, entrato nel governo spagnolo. Ha ricoperto questa carica congiuntamente con il commissario estone Siim Kallas, insediatosi il 1º maggio 2004 contestualmente all'ingresso dell'Estonia nell'Unione europea.
Con l'insediamento della Commissione Barroso I, il 22 novembre 2004, Almunia ha mantenuto il proprio ruolo di Commissario, con il medesimo portafoglio.
È stato membro della Commissione Barroso II, insediatasi il 10 febbraio 2010, ricoprendo così per la terza volta il ruolo di commissario europeo, con il portafoglio della Concorrenza.